# سمرهوت مبيض
سمرهوت مُبْيَضّ (الاسم العلمي: Senra incana)، نوع من النباتات المُزهرة من جنس السمرهوت وفصيلة الخبازية. ويحتوي هذا النبات على مركبات فينوليّة کانیفریل ألدهید، سكُوبُوليتين (عامل نمو نباتي)، سيانباألدهيد، سيرنجين ألدهید.
أعطانها في آسيا: السعودية وباكستان والهند وسلطنة عمان واليمن، وأما في إفريقيا فتوجد في إثيوبيا والصومال وجيبوتي وكينيا السودان.